# Arrondissement Péronne
Péronne is een arrondissement van het Franse departement Somme in de regio Hauts-de-France. De onderprefectuur is Péronne.

## Kantons
Het arrondissement was tot 2014 samengesteld uit de volgende kantons:
- Kanton Albert
- Kanton Bray-sur-Somme
- Kanton Chaulnes
- Kanton Combles
- Kanton Ham
- Kanton Nesle
- Kanton Péronne
- Kanton Roisel

Na de herindeling van de kantons in 2014 met uitwerking in maart 2015 zijn dat :
- Kanton Albert (deel 41/67)
- Kanton Corbie (deel 7/40)
- Kanton Ham (deel 61/67)
- Kanton Péronne